# Kabupaten d'Asmat
Le kabupaten d'Asmat (en indonésien : Kabupaten Asmat) est une subdivision administrative de la province de Papouasie méridionale en Indonésie. Il a pour chef-lieu Agats.

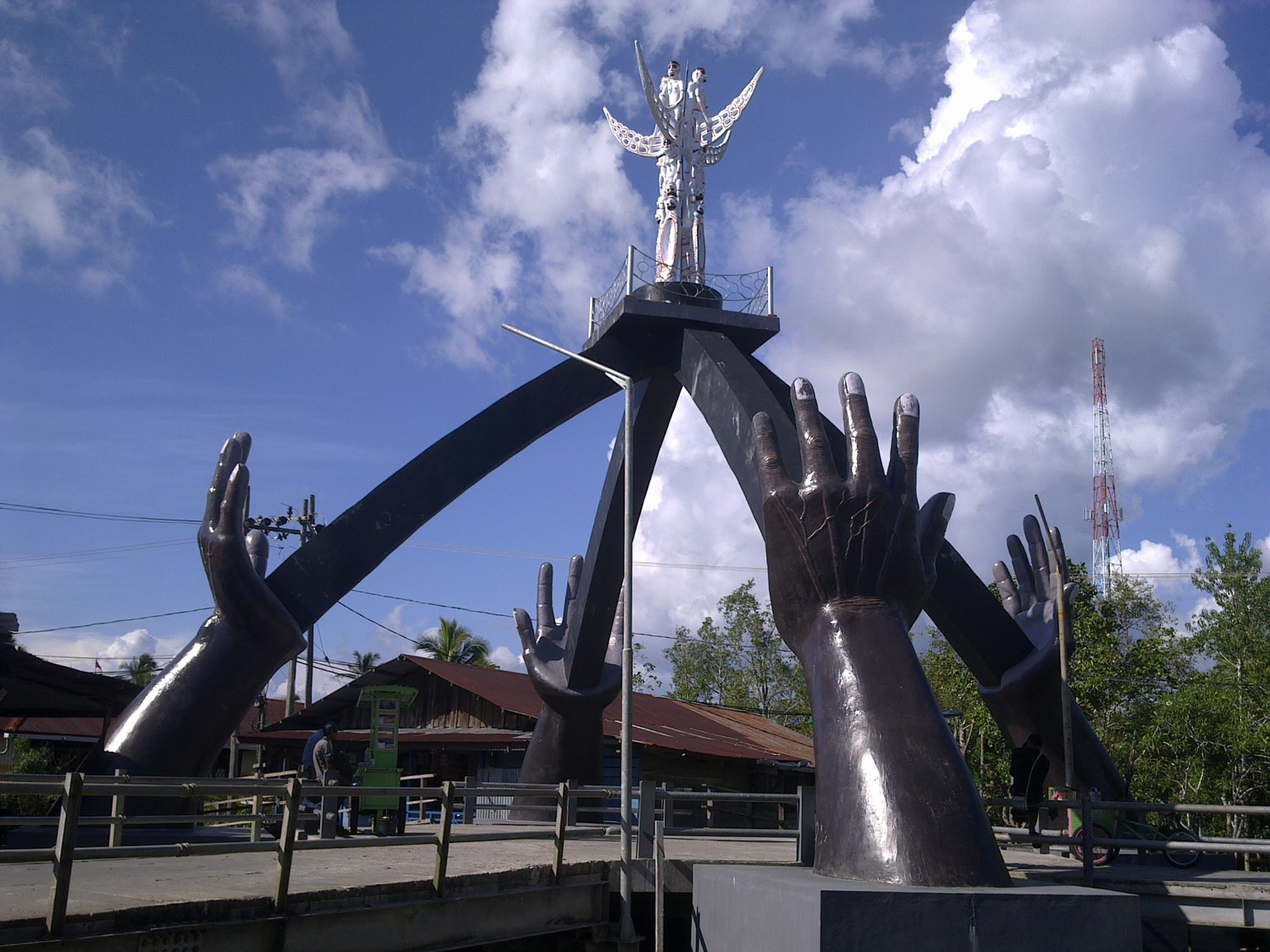
Icône de la régence d'Asmat

## Géographie
Le kabupaten s'étend sur 31 983 km2 dans le sud-est de la Nouvelle-Guinée occidentale et est bordé par la mer d'Arafura à l'ouest.
Le parc national de Lorentz se trouve en partie dans le kabupaten.

## Histoire
Il est créé le 12 novembre 2002 par division du kabupaten de Merauke et fait alors partie de la province de Papouasie avant de rejoindre celle de Papouasie méridionale lors de sa création le 11 novembre 2022.

## Démographie
En 2021, la population s'élève à 110 105 habitants, qui sont principalement des Papous du groupe Asmat.